# Pervomajskaja (voormalig metrostation)
Pervomajskaja (Russisch: Первомайская) is een voormalig metrostation aan de Arbatsko-Pokrovskaja-lijn.

## Geschiedenis
Het station was het eerste bovengrondse station van de Moskouse metro en tot op heden het enige met een houten dak. Het depot van lijn 3 kwam in 1950 gereed. Door de beschikbare ruimte ligt het depot ongeveer 1,5 kilometer ten oosten van het toenmalige eindpunt Izmajlovski en daarmee tegen de woonwijken ten oosten van het eindpunt aan. Om deze woongebieden een aansluiting op de metro te beiden werd besloten om, in afwachting van een verlenging van de lijn, een tijdelijk station in het depot te openen. Dit station werd op 24 september 1954 geopend als 45ste station van het net en heeft dienst gedaan tot 21 oktober 1961 toen het vervangen werd door het definitieve station aan de zuidrand van de wijk.

## Huidige functie
Het station is nu een geïntegreerd onderdeel van het depot en alleen nog herkenbaar aan de gedecoreerde wanden. Omdat het station nog in goede staat is, de gedecoreerde wanden nog aanwezig zijn en het historisch materiaal er al is gestald, is voorgesteld om hier het metromuseum onder te brengen. Uiteraard kan dit pas als er een nieuwe werkplaats voor lijn 3 beschikbaar is. Het toegangsgebouw is ook nog aanwezig en wordt nog gebruikt voor diverse ceremonies voor metropersoneel. De naam van het station is nog geruime tijd op de gevel zichtbaar geweest.